# Der Schacht 2
Der Schacht 2 (Originaltitel: El Hoyo 2) ist ein spanischer Horrorthriller des Filmemachers Galder Gaztelu-Urrutia, der weltweit am 4. Oktober 2024 auf Netflix veröffentlicht wurde. Es handelt sich um ein Prequel zu Der Schacht (2019), in dem Essen in einem vertikalen Gefängnis für die Insassen auf einer herabsinkenden Plattform transportiert wird. Die Hauptrollen übernahmen Milena Smit, Hovik Keuchkerian und Natalia Tena.

## Handlung
Perempuan und Zamiatin erwachen auf Ebene 24 des vertikalen Gefängnisses „Der Schacht“. Perempuan möchte mit ihrem Aufenthalt den Tod ihres Stiefsohns verarbeiten, für den sich die erfolgreiche Künstlerin verantwortlich macht, während Zamiatin für die Beinah-Ermordung seiner Eltern büßen muss. Jeden Tag sinkt eine Plattform herab, auf der sich Essen für die über 600 Bewohner des Gefängnisses befindet. Von Robespierre, dem Bewohner der Ebene 23, bekommen Perempuan und Zamiatin erklärt, dass seit einer „solidarischen Revolution“ jeder Insasse nur das Essen verspeisen darf, das er sich selbst bestellt hat, um so auch die Versorgung der unteren Ebenen zu gewährleisten.
Der Schacht teilt sich in zwei Lager auf: die Barbaren, die sich auf den oberen Ebenen vollschlingen und mehr Essen nehmen, als ihnen eigentlich zusteht, und die treuen Gesetzeshüter, die auf die Einhaltung der Regeln achten und mittels Kommunikationsketten ihre Gegner im Gefängnis ausfindig machen und bestrafen wollen. Zamiatin hat Schwierigkeiten, die Regeln zu befolgen, und verspeist heimlich auch das Essen von verstorbenen Insassen. Als er im Folgemonat auf Ebene 180 erwacht und wegen dieses unsolidarischen Verhaltens gesucht wird, deckt ihn Perempuan. Beide müssen feststellen, dass tief im Gefängnis kein Essen mehr ankommt, und erkennen die Notwendigkeit des Gesetzes, woraufhin sich Zamiatin wegen Schuldgefühlen selbst entzündet und in den Schacht stürzt.
Nach einem Monat ohne Essen erwacht Perempuan auf Ebene 51. Ihre neue Zellengenossin Sahabat hat schon einmal gegen das Gesetz verstoßen und deshalb als Strafe einen Arm verloren. Perempuan und sie hören von einem Barbaren drei Ebenen unter ihnen und entscheiden sich dazu, gegen ihn vorzugehen. Dieses Verhalten missfällt dem Gesalbten Dagin Babi, einem Anführer unter den treuen Gesetzeshütern, da laut den Regeln nur die beiden Ebenen über den Barbaren für die Bestrafung zuständig sind. Für ihren Verstoß wird auch Perempuan ein Arm genommen, während Sahabat an die Plattform gebunden und auf die unteren Ebenen zum Lynchen geschickt wird.
Perempuans neuer Zellengenosse ist der alte Trimagasi. Beide haben genug von den strengen Vorgaben und Bestrafungen der treuen Gesetzeshüter und wollen das essen, was sie wollen. Mit der Plattform fahren sie in die unteren Ebenen, sammeln Barbaren um sich und bereiten sich auf einen Kampf gegen Dagin Babi und die Gesetzeshüter vor. Da der Gesalbte die Essensversorgung für die unteren Ebenen unterbrochen hat, werden die Barbaren über den Monat hinweg immer schwächer. Als es nach Wochen schließlich zum Kampf kommt, fallen Barbaren und Gesetzeshüter auch gegenseitig über sich her – einzig Perempuan und Trimagasi überleben das Massaker.
Perempuan beschließt, aus dem Gefängnis zu fliehen, und täuscht ihren Tod vor, um so aus dem Schacht gebracht zu werden. Entgegen ihrer Vermutung werden die verstorbenen Insassen aber nicht aus dem Gefängnis, sondern auf die unterste Ebene des Schachts gebracht, wo ausgehungerte Kannibalen jegliche menschliche Überreste verspeisen. Perempuan findet sich auf Ebene 333 wieder und findet als Zellengenossen einen kleinen Jungen vor, der dort von der Gefängsnisleitung geopfert wurde. Die Künstlerin entschließt sich dazu, den Jungen zu retten, und fährt mit ihm zu den Kannibalen runter. Dort erfährt sie, dass sie selbst in der Dunkelheit bleiben muss, der Junge jedoch als Zeichen der Hoffnung nach oben geschickt wird. In der Folgezeit retten auch andere Insassen Kinder aus dem Schacht, so auch Perempuans Ex-Freund Goreng.

## Produktion
Der Horrorthriller Der Schacht verzeichnete 2019 während seiner Kinoauswertung in Spanien zwar nur wenige Besucher, wurde im Folgejahr durch die COVID-19-Pandemie allerdings zum Erfolg auf Netflix und avancierte zur erfolgreichsten spanischen Filmproduktion des Streamingdienstes. Regisseur Galder Gaztelu-Urrutia zeigte sich daraufhin gegenüber einer möglichen Fortsetzung oder einem englischsprachigen Remake zunächst skeptisch, gab den Wünschen des Studios letztendlich aber nach. Für das im Mai 2023 angekündigte Prequel Der Schacht 2 kehrte er nicht nur auf den Regieposten zurück, sondern schrieb auch das Drehbuch und war gemeinsam mit Carlos Juárez und Raquel Perea von Basque Films als Produzent tätig.
Als neue Hauptdarsteller wurden die aus Parallele Mütter bekannte Schauspielerin Milena Smit und der Haus-des-Geldes-Akteur Hovik Keuchkerian verpflichtet. Neben ihnen übernahmen Natalia Tena, Óscar Jaenada und Bastien Ughetto weitere Nebenrollen im Film. Auch die Hauptdarsteller des ersten Films Ivan Massagué und Zorion Eguileor sowie die Nebendarsteller Emilio Buale, Antonia San Juan und Alexandra Masangkay kehrten für kleinere Auftritte in ihre Rollen zurück.
Die zweimonatigen Dreharbeiten mit Kameramann Jon Sangroniz erfolgten im Frühjahr 2023 in Bilbao und Barakaldo. Wie bereits beim Vorgängerfilm wurde auch für das Prequel im Bilbao Exhibition Centre eine rund zwanzig Meter hohe Holzkonstruktion errichtet, in der vier Stockwerke des titelgebenden Gefängnisses nachgebaut wurden.
Ein Teaser zum Film wurde am 11. Juli 2024 veröffentlicht. Die Weltpremiere erfolgte Ende September 2024 auf dem San Sebastian International Film Festival, ehe der Film auch auf dem Beyond Fest vorgestellt wurde. Im Anschluss wurde Der Schacht 2 weltweit am 4. Oktober 2024 ins Programm von Netflix aufgenommen.

## Synchronisation
Die deutschsprachige Synchronisation entstand nach einem Dialogbuch und unter der Dialogregie von Daniel Montoya bei Interopa Film.
| Rolle       | Darsteller        | Synchronsprecher   |
| ----------- | ----------------- | ------------------ |
| Perempuan   | Milena Smit       | Lena Schmidtke     |
| Zamiatin    | Hovik Keuchkerian | Sven Brieger       |
| Sahabat     | Natalia Tena      | Maria Koschny      |
| Dagin Babi  | Óscar Jaenada     | Robert Glatzeder   |
| Robespierre | Bastien Ughetto   | Karim El Kammouchi |
| Trimagasi   | Zorion Eguileor   | Uli Krohm          |
| Goreng      | Ivan Massagué     | Alexander Doering  |
| Baharat     | Emilio Buale      | Peter Sura         |

## Rezeption

### Kritiken
Der Schacht 2 wurde gemischt aufgenommen, konnte so 35 % der 26 bei Rotten Tomatoes gelisteten Kritiker überzeugen und erhielt dabei eine durchschnittliche Bewertung von 5,4 Punkten. Bei Metacritic erhielt der Film basierend auf sieben Rezensionen einen Metascore von 45 von 100 möglichen Punkten. Spanische Kritikerstimmen fielen hingegen deutlich wohlwollender aus.
Als „Science-Fiction-Juwel des modernen spanischen Kinos“ wird Der Schacht 2 von Miguel Ángel Romero in seiner Filmkritik für die spanische Tageszeitung 20 minutos bezeichnet. Dank des aufgestockten Budgets sei die Fortsetzung technisch deutlich komplexer als der Vorgängerfilm und könne so neben neuen Ebenen an Sozialkritik auch auf eine erhöhte Dosis an Action und Gewalt setzen. Das Ergebnis sei eine Mischung aus Dystopie und Escape-Film, die den Zuschauer auf einem wahnsinnigen Höhepunkt atemlos zurücklasse. Die neue Hauptdarstellerin Milena Smit erweise sich für Romero dabei als würdige Nachfolgerin von Iván Massagué.
Ein positives Urteil fällt auch Andrea Zamora vom spanischen Filmportal SensaCine, die in Der Schacht 2 einen brutalen, größeren und komplexeren Film im Vergleich zum Original sowie einen „Triumph für Netflix“ sieht. Die Fortsetzung verfüge zwar nicht mehr über den Überraschungsfaktor des ersten Teils, erweitere das Universum aber auf intelligente Weise, wobei es interessant zu sehen sei, wie eine neue Mythologie innerhalb des Gefängnisses aufgebaut werde. Insgesamt sei Der Schacht 2 für Zamora so ein hoffnungsvolles Zeichen, endlich wieder eine Fortsetzung mit Bedeutung zu sehen, die sich auf kohärente Weise mit dem Originalfilm verbinde.
Deutlich kritischere Worte findet David Ehrlich von IndieWire, der urteilt, Der Schacht 2 stecke zwar voller guter Ideen, doch es mangele an einer besseren Geschichte. Zumindest in der ersten Filmhälfte scheine Regisseur Galder Gaztelu-Urrutia aber die Schwachstelle des Vorgängerfilms erkannt zu haben und richte den Fokus der Erzählung so verstärkt auf das Gesellschaftssystem innerhalb des titelgebenden Gefängnisses anstatt auf die Einrichtung selbst. Eine Philosophie im Stile des Cartesianismus werde dabei mit einer von Saw inspirierten Ästhetik vermischt und ein nahbarer Film hätte aus dieser Prämisse einen gesellschaftlichen Kommentar machen können. Gaztelu-Urrutia könne sich jedoch nicht entscheiden, ob er einen buchstäblichen oder philosophischen Krieg auf der Leinwand zeigen soll, weshalb Der Schacht 2 genau wie sein Vorgänger zwischen ebendiesen beiden Ansätzen hin und her schwanke, was es für den Zuschauer nahezu unmöglich mache, sich für eine Seite zu interessieren. Das Prequel richte seinen Fokus dabei zunehmend auf die lächerlich gezeichneten Charaktere, werde zu einer langweiligen Mischung aus pseudoreligiöser Ikonografie sowie seltsamen Callbacks und breche zum Ende hin schließlich in sich zusammen.
Enttäuscht zeigt sich auch Jesse Hassenger vom Guardian, für den das Prequel im Vergleich zum Vorgängerfilm abfalle, da das Element des Neuen fehle. Der Schacht 2 habe zwar ein bemerkenswertes Erzähltempo, verzichte glücklicherweise auf eine redundante Exposition für Neueinsteiger und komme stattdessen gleich zur Sache. Doch wie die Positionierung der Hauptfiguren im zentralen Konflikt ändere sich auch die zentrale Metapher des Films ständig. So hinterfrage das Prequel manchmal die fragwürdige Ökonomie des Kapitalismus, manchmal die Durchführbarkeit echter sozialer und wirtschaftlicher Gleichheit, an anderer Stelle werde der Eifer religiöser Gläubiger und wieder andernorts die abscheuliche Gewalt in der menschlichen Natur kritisiert. In einem blutigen Chaos gehe Regisseur Galder Gaztelu-Urrutia durch all diese Themen und paare sie mit visuellen sowie erzählerischen Grotesken und unsinnigen Hintergrundgeschichten. Das Grindhouse-Gedankenexperiment könnte dabei fesselnd sein, doch der Film wüte zu schnell und nachlässig, als dass er wirklich auf seine Charaktere eingehen könnte. Auch der kopfzerreißende Schlussakt könne bis zum Ende hin nicht an Klarheit gewinnen.
Der deutsche Medienhistoriker Daniel Meis hingegen hebt den Film als subtil zu verstehendes Werk hervor. Für das Titel-Kulturmagazin erläutert er, der Film sei „bis zum Rand mit komplexer – und in den meisten bisher veröffentlichten Besprechungen offensichtlich nicht verstandener – politischer Ideengeschichte“ angefüllt. Die Handlung und die Personen zeigen laut Meis „abwägend zwei radikalisierte Seiten des Schachts: soziale Gleichheit durch ein Terrorsystem versus ausufernden Egoismus ohne weitergehende Ziele.“ Die Darstellung von autoritären Systemen, Revolutionen und Bürgerkriegen mit daraus folgender Anarchie würden sich vor allem im Subtext erschließen. Der Film sei sehenswert und ein sehr würdiger zweiter Teil.

### Abrufzahlen
Am Startwochenende war Der Schacht 2 mit 19,4 Millionen Abrufen der weltweit meistgesehene Film auf Netflix.